# Ak-Suu (Syrdarja)
Der Ak-Suu (kirgisisch Ак-Суу) ist ein linker Nebenfluss des Syrdarja in Kirgisistan und in Tadschikistan (Zentralasien).
Der Ak-Suu entsteht in Kirgisistan an der Nordflanke der Turkestankette in der Nähe des Aiköl. Der Fluss durchfließt den Westen des Bezirks Leilek im Oblus Batken in anfangs nordwestlicher, später in nördlicher Richtung. Er bildet über etwa 10 km die Grenze zum westlich gelegenen Tadschikistan. Der Ak-Suu nimmt die Sumbula von rechts auf und passiert anschließend das gleichnamige Dorf Ak-Suu. Nach weiteren 15 km überquert der Aksuu die Grenze nach Tadschikistan. Die letzten 25 km legt der Aksuu in der Tiefebene des Ferghanatales zurück. Die Stadt Now liegt kurz vor der Mündung am rechten Flussufer. Schließlich trifft der Aksuu auf den nach Westen strömenden Syrdarja. Der Aksuu hat eine Länge von etwa 93 km (ohne Quellflüsse, mit: 116 km). Das Einzugsgebiet umfasst 1170 km².